# Bergsjön (Nordmalings socken, Ångermanland, 706352-166736)
Bergsjön är en sjö i Nordmalings kommun i Ångermanland och ingår i Lögdeälvens huvudavrinningsområde. Sjön är 13,5 meter djup, har en yta på 0,151 kvadratkilometer och är belägen 148,4 meter över havet. Sjön avvattnas av vattendraget Sågbäcken. Vid provfiske har abborre, gers, gädda och nors fångats i sjön.

## Delavrinningsområde
Bergsjön ingår i det delavrinningsområde (706420-166649) som SMHI kallar för Utloppet av Bergsjön. Medelhöjden är 183 meter över havet och ytan är 2,29 kvadratkilometer. Räknas de 3 avrinningsområdena uppströms in blir den ackumulerade arean 9,38 kvadratkilometer. Sågbäcken som avvattnar avrinningsområdet har biflödesordning 2, vilket innebär att vattnet flödar genom totalt 2 vattendrag innan det når havet efter 28 kilometer. Avrinningsområdet består mestadels av skog (51 procent) och öppen mark (19 procent). Avrinningsområdet har 0,14 kvadratkilometer vattenytor vilket ger det en sjöprocent på 6,3 procent.